# Khachik
Khachik (en arménien Խաչիկ) est une communauté rurale du marz de Vayots Dzor, en Arménie. Elle compte 1 047 habitants en 2008.
Le film Celui qu'on attendait y a été tourné en 2016.
L'historien et homme politique Ashot Sargsyan (1951-) y est né.